# توکاتوو یکم
توکاتوو یکم (انگلیسی: 1st Tukatovo) یک شهرک در شهرستان کوگارچینسکی جمهوری باشقیرستان در کشور روسیه است.